# Rhodostrophia froitzheimi
Rhodostrophia froitzheimi är en fjärilsart som beskrevs av Edward P. Wiltshire 1966. Rhodostrophia froitzheimi ingår i släktet Rhodostrophia och familjen mätare. Inga underarter finns listade.